# Jagdfieber 3
Jagdfieber 3 (Originaltitel: Open Season 3) ist eine computeranimierte Filmkomödie aus dem Jahr 2010 und die Fortsetzung der Filme Jagdfieber von 2006 und Jagdfieber 2 von 2008. 2015 folgte mit Jagdfieber – Ungebetene Besucher ein weiterer Teil der Filmreihe.

## Handlung
Boog freut sich auf den mit seinen Freunden geplanten Jungs-Trip, doch einen Tag davor sagen ihm mehrere Freunde nacheinander ab. Als auch sein bester Freund Elliot aufgrund von Verpflichtungen gegenüber seiner Familie absagt, bleibt niemand mehr übrig und enttäuscht geht er alleine mit seinem Teddybär Mr. Dinkleman auf die Reise. Als er ein Plakat des Maslova Familienzirkus sieht und darauf andere Bären entdeckt, entscheidet er sich, dort neue Freunde zu finden. Im Zirkus trifft er auf den Grizzly Doug, den weiblichen Grizzly Ursa und das Lama Alistair. Doug nutzt die Chance, um mit Boog die Rollen zu tauschen und endlich in Freiheit zu kommen. Dazu täuscht er Boog vor, dass er am nächsten Tag zurückkehren wird, sie Freunde werden und auf einen gemeinsamen Bären-Trip gehen werden. Tatsächlich bleibt Doug jedoch im Wald und gibt sich dort als Boog aus. Im Zirkus verliebt sich Boog in der Zwischenzeit in Ursa. Als Boogs Freunde herausbekommen, dass der Bär im Wald nicht Boog ist, machen sie sich auf den Weg zum Zirkus um ihren Freund zu befreien. Doug bereut sein Verhalten und kehrt zum Zirkus zurück und Boog kann Ursa dazu überreden, mit ihm zusammen im Wald zu leben. Schließlich gehen Boog und seine Freunde doch noch auf ihren Jungs-Trip.

## Hintergrund
- Der von Sony Pictures Animation und Reel FX Creative Studios produzierte Film kam nicht in die Kinos und wurde direkt auf DVD veröffentlicht. Erstveröffentlichung in Deutschland war am 20. Januar 2011, in den USA am 25. Januar 2011.
- Zum Ende des Films singen die Figuren den Titel On the Road Again von Willie Nelson.

## Kritiken
„Zweite Fortsetzung der "Jagdfieber"-Serie, in der Animation recht ansprechend, doch weitgehend ohne Biss und hintergründigen Witz. Auch die früher reizvollen Nebenfiguren werden sträflich vernachlässigt.“